# Переделка (Лоевский район)
Переделка (бел. Пярэдзелка) — агрогородок в Страдубском сельсовете Лоевского района Гомельской области Беларуси.
Около деревни расположено месторождение глин.

## География

### Расположение
В 15 км на северо-запад от Лоева, 45 км от железнодорожной станции Речица (на линии Гомель — Калинковичи), 78 км от Гомеля.

### Гидрография
На реке Днепр.

## Транспортная сеть
Рядом автодорога Лоев — Речица. Планировка состоит из длинной криволинейной улицы (вдоль Днепра), к которой с запада присоединяется короткая Г-образная улица. Застройка двусторонняя, деревянная, усадебного типа. В 1987-91 годах построены 88 кирпичных, коттеджного типа, домов в которых разместились переселенцы из загрязнённых радиацией мест после катастрофы на Чернобыльской АЭС.

## История
По письменным источникам известна с XVIII века как селение в Речицком повете Минского воеводства Великого княжества Литовского. После 2-го раздела Речи Посполитой (1793 год) в составе Российской империи. В 1-й половине XIX века построена кирпичная усадьба (сейчас в ней размещается школа). В 1862 году большой земельный надел во владении помещика Рудеевского. Действовала водяная мельница. В 1879 году в составе Казимировичского церковного прихода. Во 2-й половине XIX века построена деревянная церковь (памятник архитектуры ретроспективного стиля). Согласно переписи 1897 года действовали часовня, школа грамоты, трактир. В 1908 году в Холмечской волости Речицкого уезда Минской губернии.
С 8 декабря 1926 года центр Переделковского сельсовета Холмечского, с 4 августа 1927 года Лоевского, с 25 декабря 1962 года Речицкого, с 30 июля 1966 года Лоевского районов Гомельского (до 26 июля 1930 года) округа, с 20 февраля 1938 года Гомельской области.
В 1930 году организован колхоз, работали 2 кузницы. Во время Великой Отечественной войны в 1943 году оккупанты сожгли 30 дворов. В боях при форсировании Днепра и освобождения деревни погибли 435 советских солдат и 2 партизана, в их числе Герой Советского Союза Л. С. Лаптев (похоронены в братских могилах в парке, на западном берегу реки Днепр и в сквере, около школы). На фронтах и в партизанской борьбе погибли 387 жителей, память о них увековечивает обелиск на вершине кургана Славы (возведён в 1967 году в парке). Согласно переписи 1959 года центр совхоза «Днепровский» (ныне — в составе КСУП «Страдубка»). Расположены крахмальный завод, винный цех, швейная мастерская, лесничество, средняя школа, Дом культуры, библиотека, детские ясли-сад, больница, аптека, отделение связи, столовая, 2 магазина.
До 31 декабря 2009 года центр Переделковского сельсовета.

## Население

### Численность
- 1999 год — 181 хозяйство, 444 жителя.

### Динамика
- 1795 год — 25 дворов, 166 жителей.
- 1862 год — 39 дворов.
- 1897 год — 95 дворов, 663 жителя (согласно переписи).
- 1908 год — 130 дворов, 732 жителя.
- 1940 год — 100 дворов.
- 1959 год — 632 жителя (согласно переписи).
- 1999 год — 181 хозяйство, 444 жителя.

## Достопримечательность
- Усадебно-парковый комплекс "Сутково" (первая половина XIX века) —  Историко-культурная ценность Республики Беларусь, шифр 312Г000489. Имением владели в разные периоды: сначала Юдицкие, Рудиевские, Чайковский, а затем и Барановские.
- Братские могилы советских воинов —  Историко-культурная ценность Республики Беларусь, шифр 313Д000843
- Курган Славы в честь памяти земляков, погибших в Великой Отечественной войне

#### Памятник, скульптура
- Памятник В. И. Ленину
- Мемориальная доска в память о Герое Советского Союза Евгении Клумове (2016). На здании Переделковской амбулатории врача общей практики